# یفیمی پوتیاتین
یفیمی پوتیاتین (روسی: Евфи́мий Васи́льевич Путя́тин؛ ۸ نوامبر ۱۸۰۳ – ۱۶ اکتبر ۱۸۸۳) فرد نظامی اهل امپراتوری روسیه بود.